# Marktoberdorf
Marktoberdorf (pronunciación en alemán: /maʁktˈʔoːbɐdɔʁf/ⓘ) es la capital del distrito de Algovia Oriental en Suabia, Baviera, al pie de los Alpes.